# Blácaire mac Gofrith
Blácaire mac Gofrith (mort el 948) (nòrdic antic: Blákári Guðrøðsson) va ser un cabdill nòrdic-gaèlic, monarca viking del regne de Dublín a la fi del segle x. Fill de Gofraid ua Ímair i besnet de Ivar de Dublín, per tant pertany a la dinastia Uí Ímair.
Els Annals de Clonmacnoise citen que Blácaire inicia el seu govern sobre Dublín quan el seu cosí Amlaíb Cuarán va haver de desplaçar-se al regne de Northumbria per ajudar el seu germà Olaf Guthfrithsson que aleshores era rei de Jòrvik (940). Amlaíb mac Gofraid va morir a l'any següent i Amlaíb Cuarán es va convertir en el nou monarca del regne viking de York, mentre que Blácaire va romandre a Irlanda. El primer registre sobre la seva activitat com a rei de Dublín és una incursió al nord d'Irlanda, el 26 de febrer de 943 va lluitar contra les forces de Muirchertach mac Néill a prop d'Armagh, derrotant i matant Muirchertach. Armagh va ser objecte de saqueig un dia més tard.

El 944 Congalach mac Máel Mithig, rei de Knowth, juntament amb el rei de Leinster, van atacar i van devastar Dublin. La cita sobre el saqueig apareix a Chronicon Scotorum: 
| « | Quatre-cents estrangers van sucumbir a la presa de la Fortalesa, i ells [irlandesos] van cremar i es van endur les seves joies i tresors i presoners. | » |

Al mateix any Amlaíb Cuarán i Ragnall mac Gofrith, germà de Blácaire, van ser expulsats de York. Probablement Amlaíb es va refugiar al regne de Strathclyde, però també va ser rebutjat i va tornar a Dublín el 945. Ragnall va morir en el seu intent de recuperar York. L'actitud de Blácaire després del saqueig de Dublín sembla que va ser considerat feble i el tron va passar a les mans d'Amlaíb Cúarán.
Amlaíb i el seu aliat Congalach de Knowth van ser derrotats, amb gran pèrdua de vides humanes a Dublín, per Ruaidrí ua Canannáin a Slane (947). Aquesta derrota va permetre a Blácaire a recuperar el tron de Dublín encara que no va perdurar gaire al poder perquè va ser assassinat el 948 tal com s'esmenta a Chronicon Scotorum, i un miler o més de dublinesos van morir o van ser capturats per Congalach.
El va succeir al tron com a rei de Dublín, el germà d'Amlaíb Cuarán, Gofraid mac Sitriuc.